# Disterigma acuminatum x cryptocalyx
Disterigma acuminatum x cryptocalyx là một loài thực vật có hoa trong họ Thạch nam. Loài này được Pittier mô tả khoa học đầu tiên năm 1996.